# Liste lateinischer Übersetzungen moderner Literatur
Eine Reihe von lateinischen Übersetzungen moderner Literatur wurden gemacht, um das Interesse an der Sprache zu stärken. Die empfundene Trockenheit der klassischen Literatur ist manchmal ein Haupthindernis für fließendes Lesen von Latein, da es Studenten davon abhält, große Mengen an Text zu lesen (extensives Lesen). In seinem Vorwort zu seiner Übersetzung von Robinson Crusoe schrieb Francis William Newman:
"[N]o accuracy of reading small portions of Latin will ever be so effective as extensive reading and to make extensive reading possible to the many, the style ought to be very easy and the matter attractive."
Keine Genauigkeit des Lesens kleiner Teile des Lateinischen wird jemals so wirksam sein wie das umfangreiche Lesen und um den vielen eine ausgiebige Lektüre zu ermöglichen, sollte der Stil sehr einfach und die Sache attraktiv sein.

## Moderne Literatur
| lateinische Titel                                                                  | Originaltitel | Originalautor                                                                                                | Übersetzer                                                                               | Verlag                                                  | Jahr |
| ---------------------------------------------------------------------------------- | --- | --- | ---------------------------------------------------------------------------------------- | ------------------------------------------------------- | ---- |
| Vestes Novae Imperatoris                                                           | Des Kaisers neue Kleider | Andersen, Hans Christian                                                                                     | Landis, Frederick                                                                        | American Classical League                               | 1969 |
| Amor est sensus quidam peculiaris                                                  | Liebe ist ein wundersames Gefühl | Anglund, Joan Walsh                                                                                          | Lyne, G. M.                                                                              | London: Collins                                         | 1969 |
| De Corde et Mente                                                                  | Sense and Sensibility | Austen, Jane                                                                                                 | Rumford, James                                                                           | Honolulu: Mānoa Press                                   | 2020 |
| De Persuasione                                                                     | Persuasion | Austen, Jane                                                                                                 | Rumford, James                                                                           | Honolulu: Mānoa Press                                   | 2023 |
| Superbia et Odium                                                                  | Stolz und Vorurteil | Austen, Jane                                                                                                 | Cotton, Thomas                                                                           | Ephemeris.Alcuinus                                      |      |
| Superbi et Iniqui                                                                  | Pride and Prejudice | Austen, Jane                                                                                                 | Rumford, James                                                                           | Honolulu: Mānoa Press                                   | 2024 |
| Magus Mirabilis in Oz                                                              | Der Zauberer von Oz | Baum, L. Frank                                                                                               | Hinke, C. J. and Van Buren, George                                                       | Berkeley, CA: Scholar Press                             | 1987 |
| Nuticulus Satyrique                                                                | Noddy and the Goblins | Blyton, Enid                                                                                                 | Brice, Elizabeth                                                                         | Penguin Books                                           | 1993 |
| Ursus Nomine Paddington                                                            | Ein Bär mit Namen Paddington | Bond, Michael                                                                                                | Needham, Peter                                                                           | London: Gerald Duckworth & Co Ltd                       | 1999 |
| Nuptiae Abderitanae                                                                | Die Kleinbürgerhochzeit | Brecht, Bertolt                                                                                              | Gross, Nicolas                                                                           | Weißenhorn: Leo Latinus                                 | 2004 |
| Fabellae pueriles                                                                  | Bilderpossen | Busch, Wilhelm                                                                                               |                                                                                          | Florenz: Le Monnier                                     | 1960 |
| Max et Moritz                                                                      | Max und Moritz | Busch, Wilhelm                                                                                               | Steindl, Erwin                                                                           | München: Braun & Schneider                              | 1925 |
| Max et Moritz                                                                      | Max und Moritz | Busch, Wilhelm                                                                                               | Merten, Gotthold                                                                         | München: Braun & Schneider                              | 1932 |
| Plisch et Plum                                                                     | Plisch und Plum | Busch, Wilhelm                                                                                               | Benning, Ludwig                                                                          | Zürich, München: Artemis                                | 1976 |
| Pericla Navarchi Magonis                                                           | Les Aventures du capitaine Magon | Cahun, David Léon                                                                                            | Avellanus, Arcadius                                                                      | NY: E. Parmalee Prentice (Mount Hope Classics Vol. 1)   | 1914 |
| Makita Sive De Historia Cuiusdam Muris Tempore Pharaonum                           | Makit. Une histoire des souris au temps des pharaons recueillie | Capart, Jean                                                                                                 | Deraedt, Francisca                                                                       | Brüssel: Melissa Foundation                             | 1997 |
| Alicia In Terra Mirabili                                                           | Alice im Wunderland | Carroll, Lewis                                                                                               | Carruthers, Clive Harcourt                                                               | London: Macmillan / NY: St Martin’s Press               | 1964 |
| Aliciae Per Speculum Transitus                                                     | Alice hinter den Spiegeln | Carroll, Lewis                                                                                               | Carruthers, Clive Harcourt                                                               | NY: St. Martin’s Press                                  | 1966 |
|                                                                                    | The Hunting of the Snark. An Agony in Eight Fits | Carroll, Lewis                                                                                               | Brinton, Percival Robert                                                                 | London: Macmillan & Co.                                 | 1934 |
|                                                                                    | The Hunting of the Snark. An Agony in Eight Fits | Carroll, Lewis                                                                                               | Watson, Hubert Digby                                                                     | Oxford: Basil Blackwell                                 | 1936 |
| Jabberwocky: Mors iabrochii                                                        | Jabberwocky | Carroll, Lewis                                                                                               | Vansittart, Augustus Arthur                                                              | Oxford: Oxford University Press                         | 1881 |
| Jabberwocky etc. (more English rhymes with Latin renderings)                       | Jabberwocky | Carroll, Lewis                                                                                               | Watson, Hubert Digby                                                                     | Oxford: Basil Blackwell                                 | 1937 |
| De familia Pascual Duarte                                                          | Pascual Duartes Familie | Cela, Camilo José                                                                                            | Pastor de Arozena, Bárbara                                                               | Madrid: Editorial Coloquio: Ediciones Clásicas          | 1990 |
| Dominus Quixotus a Manica                                                          | Don Quixote | Cervantes Saavedra, Miguel de                                                                                | Torres, Antonio Peral                                                                    | Centro de Estudios Cervantinos                          | 1998 |
| Vere Virginia, Sanctus Nicholas est!                                               | Yes, Virginia, there is a Santa Claus | Church, Frank                                                                                                | Sauer, Walter and Wiegand, Hermann                                                       | Wauconda, IL,: Bolchazy-Carducci Publishers             | 2001 |
| Pinoculus liber qui iscribitur                                                     | Pinocchio | Collodi, Carlo                                                                                               | Maffacini, Henry                                                                         | Florenz: Marzocco                                       | 1950 |
| De morte Vestae                                                                    | De dood van Vesta | Couperus, Louis                                                                                              | Jenniges, Wolfgang                                                                       | Brüssel: Melissa                                        | 2006 |
| Virtutis Color                                                                     | The Red Badge of Courage | Crane, Stephen                                                                                               | Rumford, James                                                                           | Honolulu: Mānoa Press                                   | 2022 |
| Rebilius Cruso                                                                     | Robinson Crusoe | Defoe, Daniel                                                                                                | Newman, Francis W.                                                                       | London: Trübner & Co.                                   | 1884 |
| The story of Robinson Crusoe in Latin                                              | Robinson Crusoe | Defoe, Daniel                                                                                                | Goffeaux, G. F.                                                                          | London: Longmans, Green, and Co.                        | 1907 |
| Vita Discriminaque Robinsonis Crusoei                                              | Robinson Crusoe | Defoe, Daniel                                                                                                | Avellanus, Arcadius                                                                      | NY: E. Parmalee Prentice (Mount Hope Classics Vol. 9-7) | 1928 |
| Exules Siberiani                                                                   | Die junge Sibirierin | de Maistre, Xavier                                                                                           | Broadhead, H.D.                                                                          | London and Christchurch (N.Z.): Whitcombe and Tombs     | 1932 |
| Regulus vel pueri soli sapiunt                                                     | Der kleine Prinz | de Saint Exupéry, Antoine                                                                                    | Haury, Augusto                                                                           | Paris: Fernand Hazan Éditeur                            | 1961 |
| Carmen ad Festum Nativitatis                                                       | A Christmas Carol | Dickens, Charles                                                                                             | Cotton, Thomas                                                                           | paselus.org.uk                                          |      |
| Somnium Filii de Stella et Fabula Filii                                            | A Child's Dream of a Star und A Child's Story | Dickens, Charles                                                                                             | Hanes, William A.                                                                        | Createspace                                             | 2013 |
| Spina Piscis Magica                                                                | Die Zaubergräte | Dickens, Charles                                                                                             | Hanes, William A.                                                                        | Createspace                                             | 2013 |
| Ritualia Musgraviensia                                                             | Das Musgrave-Ritual | Doyle, Arthur Conan                                                                                          | Churchill, Paul and Fewell, Dale K.                                                      | Battered Silicon Dispatch Box                           | 1998 |
| Cattus Petasatus!                                                                  | Der Kater mit Hut | Dr. Seuss | Tunberg, Jennifer Morrish and Tunberg, Terence O.                                        | Wauconda, IL: Bolchazy-Carducci Publishers              | 2000 |
| Virent ova! Virent perna!                                                          | Grünes Ei mit Speck: das Allerbeste | Dr. Seuss | Tunberg, Jennifer Morrish and Tunberg, Terence O.                                        | Wauconda, IL: Bolchazy-Carducci Publishers              | 2003 |
| Quomodo invidiosulus nomine Grinchus Christi Natalem abrogaverit                   | Wie der Grinch Weihnachten gestohlen hat | Dr. Seuss | Tunberg, Jennifer Morrish and Tunberg, Terence O.                                        | Wauconda, IL: Bolchazy-Carducci Publishers              | 1998 |
| O, Loca tu Ibis                                                                    | Wie schön! So viel wirst du sehn! | Dr. Seuss | Roselle, Leone                                                                           | Portland, ME: J. Weston Walch                           | 1994 |
| Gruffalo                                                                           | Der Grüffelo | Donaldson, Julia                                                                                             | Harris, Ben                                                                              | London: Pan Macmillan                                   | 2012 |
| Romulus Magnus                                                                     | Romulus der Große | Dürrenmatt, Friedrich                                                                                        | Gross, Nicolas                                                                           | Weißenhorn: Leo Latinus                                 |      |
| De Crambambulo                                                                     | Krambambuli | Ebner-Eschenbach, Marie von                                                                                  | Gross, Nicolas                                                                           | Weißenhorn: Leo Latinus                                 |      |
| Olivia: The Essential Latin Edition                                                | Olivia | Falconer, Ian                                                                                                | High, Amy                                                                                | NY: Atheneum                                            | 2007 |
| Arborum Sator                                                                      | L'Homme Qui Plantait des Arbres | Giono, Jean                                                                                                  | Rumford, James                                                                           | Honolulu: Mānoa Press                                   | 2025 |
| Werther Iuvenis Quae Passus Sit                                                    | Die Leiden des jungen Werthers | Goethe, Johann Wolfgang von                                                                                  | Gross, Nicolas                                                                           | Weißenhorn: Leo Latinus                                 |      |
| Pullus Nicolellus                                                                  | Der kleine Nick | Goscinny, René                                                                                               | Antébi, Elisabeth and Seignes, Marie-France                                              | Paris: IMAV Editions                                    | 2012 |
| De Aranea Nigra                                                                    | Die schwarze Spinne | Gotthelf, Jeremias                                                                                           | Gross, Nicolas                                                                           | Weißenhorn: Leo Latinus                                 |      |
| Aurae Inter Salices                                                                | Der Wind in den Weiden | Grahame, Kenneth                                                                                             | Cotton, Thomas                                                                           | paselus.org.uk                                          |      |
| Fallentis semita vitae                                                             | Elegy Written in a Country Churchyard | Gray, Thomas                                                                                                 | Brinton, Percival Robert                                                                 | Oxford: Basil Blackwell                                 | 1938 |
| Apologi Grimmiani                                                                  | Grimms Märchen | Brüder Grimm                                                                                                 |                                                                                          | Saarbrücken: Verlag der Societas Latina                 | 1988 |
| Fabellae pueriles et domesticae a Iacobo & Vilhelmo Grimm collectae: Fabellae 1-5  | Grimms Märchen | Brüder Grimm                                                                                                 | Gross, Nicolas                                                                           | Weißenhorn: Leo Latinus                                 | 2004 |
| Fabellae pueriles et domesticae a Iacobo & Vilhelmo Grimm collectae: Fabellae 6-20 | Grimms Märchen | Brüder Grimm                                                                                                 | Gross, Nicolas                                                                           | Weißenhorn: Leo Latinus                                 | 2007 |
| Nonnulli apologi Grimmiani                                                         | Grimms Märchen | Brüder Grimm                                                                                                 | Habitzky, Rochus                                                                         | Ruppichteroth: Canisius-Werk                            | 2003 |
| Rumpelstultulus Fabula                                                             | Rumpelstilzchen | Brüder Grimm                                                                                                 | Fendrick, John W.                                                                        | Oxford, Ohio: American Classical League                 | 1978 |
| De Thilo Custode Ferriviae                                                         | Bahnwärter Thiel | Hauptmann, Gerhart                                                                                           | Gross, Nicolas                                                                           | Weißenhorn: Leo Latinus                                 |      |
| Et Oritur Sol                                                                      | The Sun Also Rises | Hemingway, Ernest                                                                                            | Rumford, James                                                                           | Honolulu: Mānoa Press                                   | 2022 |
| Captivus Zendae                                                                    | Der Gefangene von Zenda | Hope, Anthony                                                                                                | Cotton, Thomas                                                                           | paselus.org.uk                                          |      |
| The Latin Struwwelpeter                                                            | Struwwelpeter | Hoffmann, Heinrich                                                                                           | Rouse, W.H.D.                                                                            | London: Blackie & Son                                   | 1934 |
| Petrus Hirsutus                                                                    | Struwwelpeter | Hoffmann, Heinrich                                                                                           | Schmidt, Hans Jürgen                                                                     | Potsdam: Rütten & Loening                               | 1938 |
| Petrus Hirsutus                                                                    | Struwwelpeter | Hoffmann, Heinrich                                                                                           | Wiesmann, Peter                                                                          | St. Gallen: Tschudy                                     | 1954 |
| Der Struwwelpeter auf lateinisch                                                   | Struwwelpeter | Hoffmann, Heinrich                                                                                           | Bornemann, Eduard                                                                        | Frankfurt am Main: Rütten & Loening                     | 1956 |
| Petrus Ericius                                                                     | Struwwelpeter | Hoffmann, Heinrich                                                                                           | Paoli, Ugo Enrico                                                                        | Bern: Francke / Florence: Le Monnier                    | 1960 |
| Shock-Headed Peter: in Latin-English-German                                        | Struwwelpeter | Hoffmann, Heinrich                                                                                           | Wiesmann, Peter                                                                          | Wauconda, IL: Bolchazy-Carducci Publishers              | 2002 |
| Siddhārtha, Indica Fābula                                                          | Siddhartha | Hesse, Hermann                                                                                               | Rumford, James                                                                           | Honolulu: Mānoa. Press                                  | 2021 |
| Sub rota                                                                           | Unterm Rad | Hesse, Hermann                                                                                               | Albert, Sigrides C.                                                                      | Saraviponti: Verl. der Soc.                             | 1994 |
| De Aemilio et Investigatoribus                                                     | Emil und die Detektive | Kästner, Erich                                                                                               | Krauße, Ulrich                                                                           | Ibbenbüren: MundusLatinus                               | 2011 |
| Commentarii de Inepto Puero                                                        | Von Idioten umzingelt! | Kinney, Jeff                                                                                                 | Gallagher, Daniel                                                                        | New York : Amulet Books                                 | 2015 |
| Anecdota Kleistiana                                                                | Anekdote aus dem letzten preußischen Kriege | Kleist, Heinrich von                                                                                         | Gross, Nicolas                                                                           | Weißenhorn: Leo Latinus                                 |      |
| Walter Canis Inflatus                                                              | Walter the Farting Dog | Kotzwinkle, William                                                                                          | Dobbin, Robert                                                                           | Berkeley, CA: Frog Books                                | 2004 |
| Ferdinandus taurus                                                                 | Ferdinand, der Stier | Leaf, Munro                                                                                                  | Hadas, Elizabeth Chamberlayne                                                            | NY: David McKay Company                                 | 1962 |
| Hiawatha                                                                           | The Song of Hiawatha | Longfellow, Henry Wadsworth                                                                                  | Newman, Francis W.                                                                       | London: Walton and Maberly                              | 1862 |
| Domus Anguli Puensis                                                               | Pu baut ein Haus | Milne, A. A.                                                                                                 | Staples, Brian                                                                           | London: Methuen/Egmont                                  | 1980 |
| Winnie Ille Pu semper ludet                                                        | Pu baut ein Haus | Milne, A. A.                                                                                                 | Staples, Brian                                                                           | NY: Dutton                                              | 1998 |
| Winnie ille Pu                                                                     | Pu der Bär | Milne, A. A.                                                                                                 | Lenard, Alexander                                                                        | London: Methuen / NY: Dutton                            | 1960 |
| Mater Anserina                                                                     | Hey Diddle Diddle, Mary Had a Little Lamb, Twinkle, Twinkle, Little Star, Little Miss Muffet, Here we go round the mulberry bush, Itsy bitsy spider, It's Raining, it's Pouring, Hot cross buns, Jack and Jill, Little Bo Peep, Little Boy Blue, Georgie Porgie, Humpty Dumpty, Hickory dickory dock, Pat-a-cake, pat-a-cake, Ride a cock-horse, She’ll Be Coming ’Round the Mountain, Ring around the roses, Doctor Foster, Star light, star bright, What are little boys made of? What are little girls made of?, Simple Simon, Hush, little Baby, One, two, buckle my shoe, Pussy Cat Pussy Cat, A Man in the Wilderness, The Grand Old Duke of York, Yankee Doodle | Mother Goose                                                                                                 | Minkova, Milena                                                                          | Focus Publishing/R. Pullins Co.                         | 2006 |
| Beata illa nox                                                                     | Die Nacht vor dem Weihnachtsfest | Moore, Clement                                                                                               | Wiegand, Fassung von Hermann and Sauer, Walter                                           | Neckarsteinach: Edition Tintenfaß                       | 2005 |
| Carmina lunovilia                                                                  | Das Mondschaf | Morgenstern, Christian                                                                                       | Wiesmann, Peter                                                                          | Zürich: Artemis                                         | 1965 |
| Ave Ogden! Nash in Latin                                                           | Poems By Ogden Nash | Nash, Ogden                                                                                                  | Gleeson, James C. and Meyer, Brian N.                                                    | Boston: Little, Brown                                   | 1973 |
| Fundus Animalium                                                                   | Farm der Tiere | Orwell, George                                                                                               | Cotton, Thomas                                                                           | paselus.org.uk                                          |      |
| Tres Fabulae Edgarii Allani Poe: Cattus niger, Ranunculus, Puteus et Pendulum      | Der schwarze Kater, Hopp-Frosch, Die Grube und das Pendel | Poe, Edgar Allan                                                                                             | Gross, Nicholas                                                                          | Weißenhorn: Leo Latinus                                 | 2004 |
| Fabula de Beniamine Lago                                                           | Die Geschichte von Benjamin Kaninchen | Potter, Beatrix                                                                                              | Hanes, William A.                                                                        | Createspace                                             | 2013 |
| Fabula de Crusto et Catinulo                                                       | The Tale of the Pie and the Patty-Pan | Potter, Beatrix                                                                                              | Hanes, William A.                                                                        | Createspace                                             | 2014 |
| Fabula de Domina Tiggi-Uinkel                                                      | The Tale of Mrs. Tiggy-Winkle | Potter, Beatrix                                                                                              | Hanes, William A.                                                                        | Createspace                                             | 2013 |
| Fabula de Domine Tode                                                              | Die Geschichte von Herrn Reineke | Potter, Beatrix                                                                                              | Hanes, William A.                                                                        | Createspace                                             | 2013 |
| Fabula de Domino Ieremia Piscatore                                                 | The Tale of Mr. Jeremy Fisher | Potter, Beatrix                                                                                              | Walker, E. Peroto                                                                        | London: Frederick Warne & Co., Ltd.                     | 1978 |
| Fabula de Duobus Muribus Improbis                                                  | Die Geschichte von den beiden bösen Mäusen | Potter, Beatrix                                                                                              | Hanes, William A.                                                                        | Createspace                                             | 2014 |
| Fabula De Jemima Anate Aquatica                                                    | Die Geschichte von Emma Ententopf | Potter, Beatrix                                                                                              | Musgrave, Jonathan                                                                       | London: Frederick Warne & Co., Ltd.                     | 1965 |
| Vestitor de Gloucestre                                                             | Der Schneider von Gloucester | Potter, Beatrix                                                                                              | Hanes, William A.                                                                        | Createspace                                             | 2014 |
| Fabula de Iohanno Mure Urbano                                                      | Die Geschichte von Hans Hausmaus | Potter, Beatrix                                                                                              | Hanes, William A.                                                                        | Createspace                                             | 2013 |
| Fabula De Petro Cuniculo                                                           | Die Geschichte von Peter Hase | Potter, Beatrix                                                                                              | Walker, E. Peroto                                                                        | London: Frederick Warne & Co., Ltd.                     | 1962 |
| Fabula de Petro Cuniculo                                                           | Die Geschichte von Peter Hase | Potter, Beatrix                                                                                              | Hanes, William A.                                                                        | Createspace                                             | 2013 |
| Fabula de Samuhele Barbato                                                         | Die Geschichte von Bernhard Schnauzbart | Potter, Beatrix                                                                                              | Hanes, William A.                                                                        | Createspace                                             | 2014 |
| Fabula de Sciuro Nuciola                                                           | Die Geschichte von Eichhörnchen Nusper | Potter, Beatrix                                                                                              | Hanes, William A.                                                                        | Createspace                                             | 2013 |
| Fabula de Thoma Feliculo                                                           | Die Geschichte von Stoffel Kätzchen | Potter, Beatrix                                                                                              | Hanes, William A.                                                                        | Createspace                                             | 2013 |
| Festum Nativitatis Christi Petri Cuniculi                                          | Peter Rabbits Christmas | Graham, Duff                                                                                                 | Hanes, William A.                                                                        | Createspace                                             | 2015 |
| Gemini Batavi – Libellus Elementarius                                              | The Dutch Twins Primer | Perkins, Lucy Fitch                                                                                          | Hanes, William A.                                                                        | Createspace                                             | 2015 |
| Petrus Cuniculus et Pa                                                             | Peter Rabbit and His Pa | Field, Louise A                                                                                              | Hanes, William A.                                                                        | Createspace                                             | 2015 |
| Mons Spes, et novellae aliae                                                       | Mount-Hope, Der König vom goldenen Wildbach, Der Schmuck, Heimgesuchte und Spukgestalten oder Das Haus und das Hirn, Die Tür des Sire de Malétroit, [Svppe tiarivm mergvlarvm] | E. P. Prentice, John Ruskin, Guy de Maupassant, Edward Bulwer-Lytton, Robert Louis Stevenson, E. P. Prentice | Avellanus, Arcadius                                                                      | NY: E. P. Prentice Mount Hope Classics, Vol. 2          | 1918 |
| Baronis Mynchusani mirabilia itinera et pericula marina terrestiaque               | Baron Münchhausen | Raspe, Rudolf Erich                                                                                          | Gross, Nicolas                                                                           | Brüssel: Fundatio Melissa                               | 2001 |
| De nocte Olisiponensi                                                              | Die Nacht von Lissabon | Remarque, Erich Maria                                                                                        | Albert, Sigrides C.                                                                      | Saraviponti: Verl. der Soc.                             | 2002 |
| Harrius Potter et camera secretorum                                                | Harry Potter und die Kammer des Schreckens | Rowling, J. K.                                                                                               | Needham, Peter                                                                           | London / New York: Bloomsbury                           | 2007 |
| Harrius Potter et philosophi lapis                                                 | Harry Potter und der Stein der Weisen | Rowling, J. K.                                                                                               | Needham, Peter                                                                           | London / New York: Bloomsbury                           | 2003 |
| Rex Aurei Rivi                                                                     | Der König vom goldenen Wildbach | Ruskin, John                                                                                                 | Avellanus, Arcadius                                                                      | New York: E. P. Prentice                                | 1914 |
| Tristitia salve                                                                    | Bonjour Tristesse | Sagan, Francois                                                                                              | Lenard, Alexander                                                                        | Stuttgart: Deutsche Verlags-Anstalt                     | 1964 |
| Memento mori                                                                       | Memento mori | Saxon, Alex                                                                                                  | Gross, Nicolas                                                                           | Weißenhorn: Leo Latinus                                 |      |
| Jippus et Jannica                                                                  | Heiner und Hanni | Schmidt, Annie M. G.                                                                                         | Harm-Jan van Dam                                                                         | Athenaeum                                               | 2000 |
| Ubi Fera Sunt                                                                      | Wo die wilden Kerle wohnen | Sendak, Maurice                                                                                              | LaFleur, Richard A.                                                                      | Wauconda, IL: Bolchazy-Carducci Publishers              | 2015 |
| Julius Caesar                                                                      | Julius Caesar | Shakespeare, William                                                                                         | Denison, Henry                                                                           | Oxford, London                                          | 1856 |
| Arbor Alma                                                                         | Der freigebige Baum | Silverstein, Shel                                                                                            | Tunberg, Jennifer Morrish and Tunberg, Terence O (Guenevera Tunberg et Terentio Tunberg) | Wauconda, IL: Bolchazy-Carducci Publishers. 0865164991  | 2002 |
| Lepusculorum Schola                                                                | Die Häschenschule | Sixtus, Albert                                                                                               | Wiegand, Hermann                                                                         | Edition Tintenfaß                                       | 2010 |
| Mysterium Arcae Boulé                                                              | Das geheimnisvolle Schränkchen | Stevenson, Burton E.                                                                                         | Avellanus, Arcadius                                                                      | NY: E. Parmalee Prentice (Mount Hope Classics Band 3)   | 1916 |
| Carmina Non Prius Audita De Ludis et Hortis Virginibus Puerisque                   | Mein Bett ist ein Boot. Der Versgarten eines Kindes | Stevenson, R. L.                                                                                             | Glover, T. R.                                                                            | Cambridge: Heffer                                       | 1922 |
| Insolitus Casus Doctoris Jekyll et Domini Hyde                                     | Der seltsame Fall des Dr. Jekyll und Mr. Hyde | Stevenson, R. L.                                                                                             | Dome, Garrett                                                                            | Evertype                                                | 2022 |
| Insula Thesauraria                                                                 | Die Schatzinsel | Stevenson, R. L.                                                                                             | Avellanus, Arcadius                                                                      | NY: E. Parmalee Prentice (Mount Hope Classics Band. 5)  | 1922 |
| Hospes Draculae                                                                    | Draculas Gast | Stoker, Bram                                                                                                 | Widmann, Christina                                                                       | Createspace                                             | 2017 |
| Fabulae Divales                                                                    | The Rose Fairy Book (und eine Adaptation von Amor und Psyche aus Metamorphosen) | Herbert Strang (und Apuleius)                                                                                | Avellanus, Arcadius                                                                      | NY: E. P. Prentice Mount Hope Classics, Band 4)         | 1912 |
| Scidula                                                                            | Ein halbes Blatt Papier | Strindberg, August                                                                                           | Jenniges, Wolfgang                                                                       | Brüssel: Melissa                                        | 2012 |
| Fragrantia, Historia Homicida                                                      | Das Parfum | Süskind, Patrick                                                                                             | Gross, Nicolas                                                                           | Weißenhorn: Leo Latinus                                 |      |
| Villi Mus                                                                          | Willie Mouse | Tabor, Alta                                                                                                  | Hanes, William A.                                                                        | Createspace                                             | 2013 |
| Hobbitus Ille                                                                      | Der Hobbit | Tolkien, J. R. R.                                                                                            | Walker, Mark                                                                             | London: Harper Collins                                  | 2012 |
| Maria Poppina ab A–Z                                                               | Mary Poppins A–Z | Travers, P. L.                                                                                               | Lyne, G. M.                                                                              | NY: Harcourt, Brace                                     | 1968 |
|                                                                                    | A Ghost Story | Twain, Mark                                                                                                  | Kozak, Alexander George                                                                  | (unpublished)                                           | 1996 |
| Pericla Thomae Sawyer                                                              | Die Abenteuer des Tom Sawyer | Twain, Mark                                                                                                  | Rumford, James                                                                           | Honolulu: Manoa Press                                   | 2016 |
| Tela Charlottae                                                                    | Wilbur und Charlotte | White, E. B.                                                                                                 | Fox, Bernard                                                                             | NY: Harper Collins                                      | 1985 |
| Historia Agathonis                                                                 | Geschichte des Agathon | Wieland, Christoph Martin                                                                                    | Gross, Nicolas                                                                           | Weißenhorn: Leo Latinus                                 |      |
| Velvetīnus Cunīculus vel Lūdicrum Vērum Factum                                     | The Velveteen Rabbit | Williams, Margery                                                                                            | Rumford, James                                                                           | Honolulu: Mānoa Press                                   | 2021 |

## Comics
| Lateinischer Titel                                    | Originaltitel                             | Originalautor                               | Übersetzer                             | Verlag                       | Jahr |
| ----------------------------------------------------- | ----------------------------------------- | ------------------------------------------- | -------------------------------------- | ---------------------------- | ---- |
| Haegar terribilis. Miles sine timore vitiisque        | Hägar der Schreckliche                    | Browne, Dik                                 | Ulrichs, Karl                          | München: Goldmann            | 1986 |
| Asterix #1: Asterix Gallus                            | Asterix der Gallier                       | Goscinny, René                              | Molina, J.                             | Murica: Molina               | 1968 |
| Asterix #1: Asterix Gallus                            | Asterix der Gallier                       | Goscinny, René                              | Rubricastellanus                       | Amsterdam/Brussels: Elsevier | 1973 |
| Asterix #2: Asterix et Falx Aurea                     | Die goldene Sichel                        | Goscinny, René                              | Molina, J.                             | Murica: Molina               | 1968 |
| Asterix #2: Aurea Falx                                | Die goldene Sichel                        | Goscinny, René                              | Rubricastellanus                       | Stuttgart: Ehapa             | 1975 |
| Asterix #3: Asterix apud Gothos                       | Asterix und die Goten                     | Goscinny, René                              | Rubricastellanus                       | Stuttgart: Ehapa             | 1976 |
| Asterix #4: Asterix Gladiator                         | Asterix als Gladiator                     | Goscinny, René                              | Rubricastellanus                       | Stuttgart: Ehapa             | 1977 |
| Asterix #5: Iter Gallicum                             | Tour de France                            | Goscinny, René                              | Rubricastellanus                       | Stuttgart: Ehapa             | 1978 |
| Asterix #6: Asterix et Cleopatra                      | Asterix und Kleopatra                     | Goscinny, René                              | Rubricastellanus                       | Stuttgart: Ehapa             | 1980 |
| Asterix #7: Certamen principum                        | Der Kampf der Häuptlinge                  | Goscinny, René                              | Rubricastellanus                       | Stuttgart: Ehapa             | 1981 |
| Asterix #8: Asterix apud Brittanos                    | Asterix bei den Briten                    | Goscinny, René                              | Rubricastellanus                       | Stuttgart: Ehapa             | 1982 |
| Asterix #9: Asterix et Normanni                       | Asterix und die Normannen                 | Goscinny, René                              | Rubricastellanus                       | Stuttgart: Ehapa             | 1983 |
| Asterix #10: Asterix Legionarius                      | Asterix als Legionär                      | Goscinny, René                              | Rubricastellanus                       | Stuttgart: Ehapa             | 1984 |
| Asterix #11: Clipeus Arvernus                         | Asterix und der Arvernerschild            | Goscinny, René                              | Rubricastellanus                       | Stuttgart: Ehapa             | 1985 |
| Asterix #12: Asterix Olympius                         | Asterix bei den Olympischen Spielen       | Goscinny, René                              | Rubricastellanus                       | Stuttgart: Ehapa             | 1985 |
| Asterix #13: Asterix atque olla Cypria                | Asterix und der Kupferkessel              | Goscinny, René                              | Rubricastellanus                       | Stuttgart: Ehapa             | 1986 |
| Asterix #14: Asterix in Hispania                      | Asterix in Spanien                        | Goscinny, René                              | Rubricastellanus                       | Stuttgart: Ehapa             | 1987 |
| Asterix #15: Tumultus de Asterige                     | Streit um Asterix                         | Goscinny, René                              | Rubricastellanus                       | Stuttgart: Ehapa             | 1989 |
| Asterix #16: Asterix apud Helvetios                   | Asterix bei den Schweizern                | Goscinny, René                              | Rubricastellanus                       | Stuttgart: Ehapa             | 2005 |
| Asterix #24: Laurea Caesaris                          | Die Lorbeeren des Cäsar                   | Uderzo, Albert                              | Rubricastellanus                       | Stuttgart: Ehapa             | 2015 |
| Asterix #25: Fossa Alta                               | Der große Graben                          | Uderzo, Albert                              | Rubricastellanus                       | Stuttgart: Ehapa             | 1981 |
| Asterix #26: Odyssea Asterigis                        | Die Odyssee                               | Uderzo, Albert                              | Rubricastellanus                       | Stuttgart: Ehapa             | 1983 |
| Asterix #27: Filius Asterigis                         | Der Sohn des Asterix                      | Uderzo, Albert                              | Rubricastellanus                       | Stuttgart: Ehapa             | 1984 |
| Asterix #28: Asterix Orientalis                       | Asterix im Morgenland                     | Uderzo, Albert                              | Rubricastellanus                       | Stuttgart: Ehapa             | 1988 |
| Asterix #29: Asterix et Maestria                      | Asterix und Maestria                      | Uderzo, Albert                              | Rubricastellanus                       | Stuttgart: Ehapa             | 1991 |
| Asterix #30: Navis actuaria Obeligis                  | Obelix auf Kreuzfahrt                     | Uderzo, Albert                              | Rubricastellanus                       | Stuttgart: Ehapa             | 1998 |
| Asterix #31: Asterix et Latraviata                    | Asterix und Latraviata                    | Uderzo, Albert                              | Rubricastellanus                       | Stuttgart: Ehapa             | 2002 |
| Asterix #33: Caelum in Caput ejus Cadit               | Gallien in Gefahr                         | Uderzo, Albert                              | Anna Coloniata Fuxeana                 | Vanves: AlbertRené           | 2007 |
| Asterix #35: Papyrus Caesaris                         | Der Papyrus des Cäsar                     | Ferri, Jean-Yves und Conrad, Didier         | Rubricastellanus                       | Stuttgart: Ehapa             | 2016 |
| De Titini et Miluli Facinoribus: De Insula Nigra      | Tim und Struppi: Die schwarze Insel       | Herge                                       | Eichenseer, Caelestis                  | Tournai: ELI / Castermann    | 1987 |
| De Titini et Miluli Facinoribus: De Sigaris Pharaonis | Tim und Struppi: Die Zigarren des Pharaos | Herge                                       | Eichenseer, Caelestis                  | Tournai: ELI / Castermann    | 1990 |
| Alix: Spartaci Filius                                 | Le Fils de Spartacus                      | Martin, Jacques                             | Aziza, Claudius und Dubrocard, Michael | Stuttgart: Klett             | 1994 |
| Carolini Brown Sapientia                              | Wisdom of Charlie Brown                   | Schulz, Charles                             | Pei, Mario                             | s.n.: Hallmark               | 1968 |
| Insuperabilis Snupius                                 | Super Snoopy                              | Schulz, Charles                             | Angelino, Guido                        | Stuttgart: Klett             | 1984 |
| Linus de Vita                                         | Linus on Life                             | Schulz, Charles                             | Pei, Mario                             | s.n.: Hallmark               | 1968 |
| Mundus Secundum Lucium                                | The World According to Lucy               | Schulz, Charles                             | Pei, Mario                             | s.n.: Hallmark               | 1968 |
| Philosophia Secundum Snoopy                           | Snoopy's Philosophy                       | Schulz, Charles                             | Pei, Mario                             | s.n.: Hallmark               | 1968 |
| Donaldus Anas atque nox Saraceni                      | Donald Duck                               | Disney, Walt (Disney Linguā Latinā, Band 1) | Mir, Josephus                          | Stuttgart: Ehapa             | 1984 |
| Donáldus Anas et Actiónes Fidûciae                    | Donald Duck                               | Disney, Walt (Lingua Latina Disney, Band 3) | Mir, Josephus                          | Stuttgart: Ehapa             | 1984 |
| Míchaël Músculus et Regína Áfricae                    | Mickey Mouse and the King of Africa       | Disney, Walt (Lingua Latina Disney, Band 6) | Egger, Karl                            | Stuttgart: Ehapa             | 1986 |
| Michaël Musculus et "Lapis Sapientiae"                | Mickey Mouse and the Philosopher's Stone  | Disney, Walt (Disney Linguā Latinā, Band 2) | Egger, Karl                            | Stuttgart: Klett             | 1984 |
| Scrúgulus et Rádius Contra Procéllam                  | Scrooge McDuck                            | Disney, Walt (Lingua Latina Disney, Band 4) | Mir, Josephus                          | Stuttgart: Klett             | 1984 |
| Scrugulus in Re Vere Mirabili                         | Scrooge McDuck                            | Disney, Walt (Lingua Latina Disney, Band 5) | Mir, Josephus                          | Stuttgart: Klett             | 1984 |
| Popeius – De Circi Mysterio                           | Popeye                                    | Segar, E. C.                                | Pacitti, Amadeus                       | Recanati: ELI                | 1985 |